# La Cañada, Pinal de Amoles
La Cañada är en ort i Mexiko.   Den ligger i kommunen Pinal de Amoles och delstaten Querétaro Arteaga, i den centrala delen av landet, 200 km norr om huvudstaden Mexico City. La Cañada ligger 2 589 meter över havet och antalet invånare är 174.
Terrängen runt La Cañada är bergig åt sydväst, men åt nordost är den kuperad. La Cañada ligger uppe på en höjd. Runt La Cañada är det ganska tätbefolkat, med 54 invånare per kvadratkilometer. Närmaste större samhälle är Pinal de Amoles, 4,4 km öster om La Cañada. I omgivningarna runt La Cañada växer huvudsakligen savannskog.